# 成功時代廣場
成功時代廣場是一座由一間大型購物中心和兩座酒店大樓所組成的一座大型建築，位於吉隆坡武吉免登商圈內，由成功集團所興建和經營，曾为馬來西亞第二大，亞洲排名第五及世界排名第六的購物中心，每月進出广场的人次多達300萬人次以上。这栋广场于2003年9月29日由时任首相马哈迪·莫哈末主持开幕。

## 背景

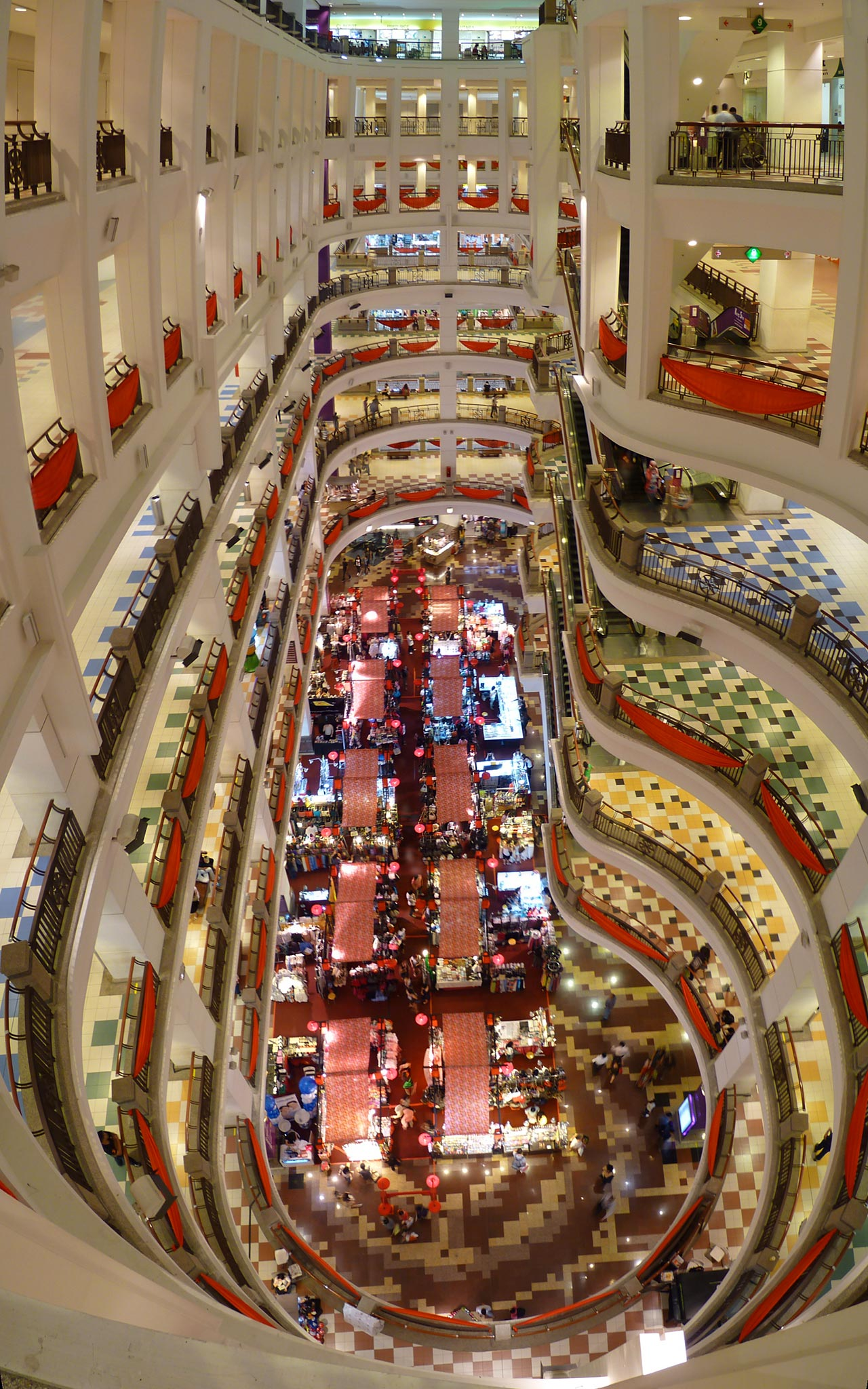
購物中心的中庭

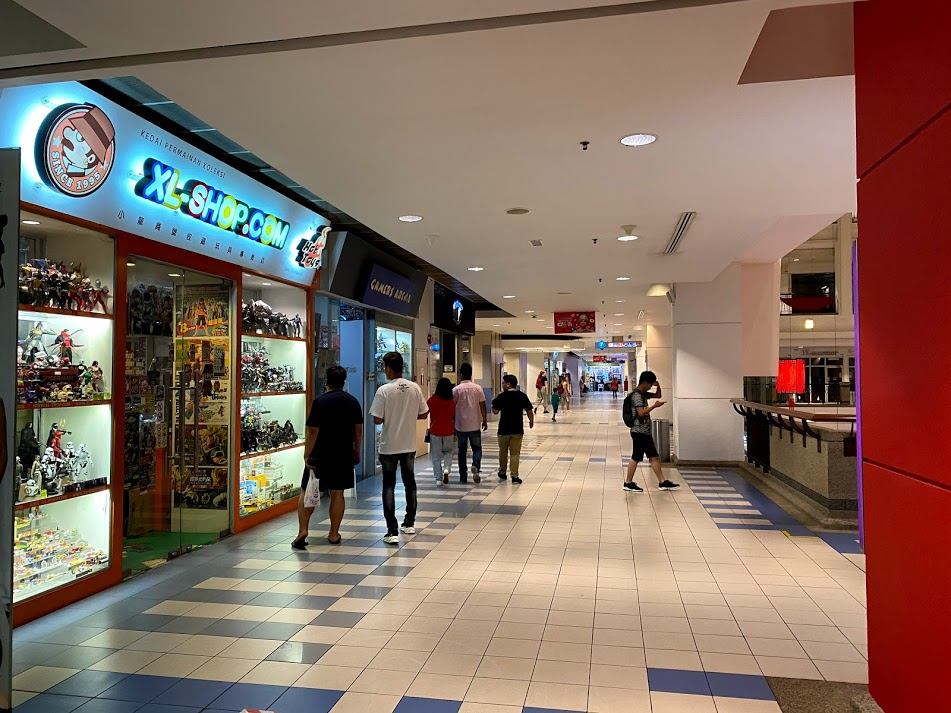
時代廣場內部

2023年時代廣場的新春裝飾

成功時代廣場是全世界第八大單體建築面積最大的建物，總面積達700,000平方米 (7,500,000平方呎)，建築底部是擁有超過1,000座單位的購物中心，其中包括65間食肆、9間戲院、1間3D影院、保齡球場、卡拉OK中心、會展中心、亞洲最大的室內遊樂場，是一座結合購物、休閒、餐飲、娛樂等項目的多功能大型購物中心，上方的兩座45樓高的建築則是擁有超過1,200間客房的成功時代廣場酒店（Berjaya Times Square Hotel）。
建築前身的所在地為馬來亞20世紀初的錫礦大亨——張郁才的故居，該建築在二戰期間被日軍佔領，其後院曾作為防空洞。在張郁才過世後，其後裔將此地賣給成功集團。耗資10億令吉的成功時代廣場原本預計在1998年開幕，但由於受1997年亞洲金融風暴的影響，一度停工四年，而拖至2003年9月開幕。
開幕期間，馬來西亞的景氣才剛剛復甦，加上購物中心的面積過於廣大，樓層數過多（共有13樓），當時整個購物中心內只有150間店家開幕。至今購物中心的高樓層（6樓以上）依舊人潮稀少，部分單位被中東人租下作為旅行社和服務阿拉伯人士的機構，其他大部分則被成功集團自行吸收，作為該集團旗下公司（如星巴克、7-Eleven、溫蒂漢堡、Krispy Kreme、多多博彩等業務）的辦公室和服務學習中心，以及成功禮待大學的校園。購物中心的部分低樓層原預計承租給高端精品品牌，隨著招商失敗以及許多單位在亞洲金融風暴期間販售出去作為籌集建造工程的資金，使得早期購物中心內部的店家沒有完善規劃，每個樓層都沒有主題性，加上成功集團讓旗下品牌大量進駐，減低購物中心的空置率，使得店家的重複率頗高。
在2005年後，景氣開始回溫，加上吉隆坡單軌的開通等因素，為購物中心帶來大量的人潮，為当时吉隆坡市區內最熱鬧的購物中心。購物中心的店家主要以平價服飾、電影院、卡啦ok等娛樂設備為主，不少的服飾商品的價格都從10令吉起跳，其顧客群為以中學生為主的年青族群、遊客為主。

## 商場內部

### IT CENTRE
原為來自英國的Debenhams百貨，後改為美羅百貨(Metrojaya)進駐, 但購物中心內的消費者多以低收入的年輕族群為主，百貨公司內的中高價商品無法吸引年輕族群消費，因此繼而倒閉，改由販賣3C產品的IT Centre 所取代，但無法跟臨近的劉蝶廣場（Plaza Low Yat）所競爭而慘淡經營，目前樓下的單位則改由Uniqlo進駐。

### 嘉通院线（GSC）
內有9間戲院，是GSC電影院在武吉免登的第一間影院，在商场十楼也開設了GSC MAXX，該院廳的熒幕長達23公尺，是馬來西亞最大的電影螢幕。2023年11月27日，GSC电影院终止运营，并在之后由新东家mmCineplexes电影院接手。

### Cosmo's World室內遊樂場

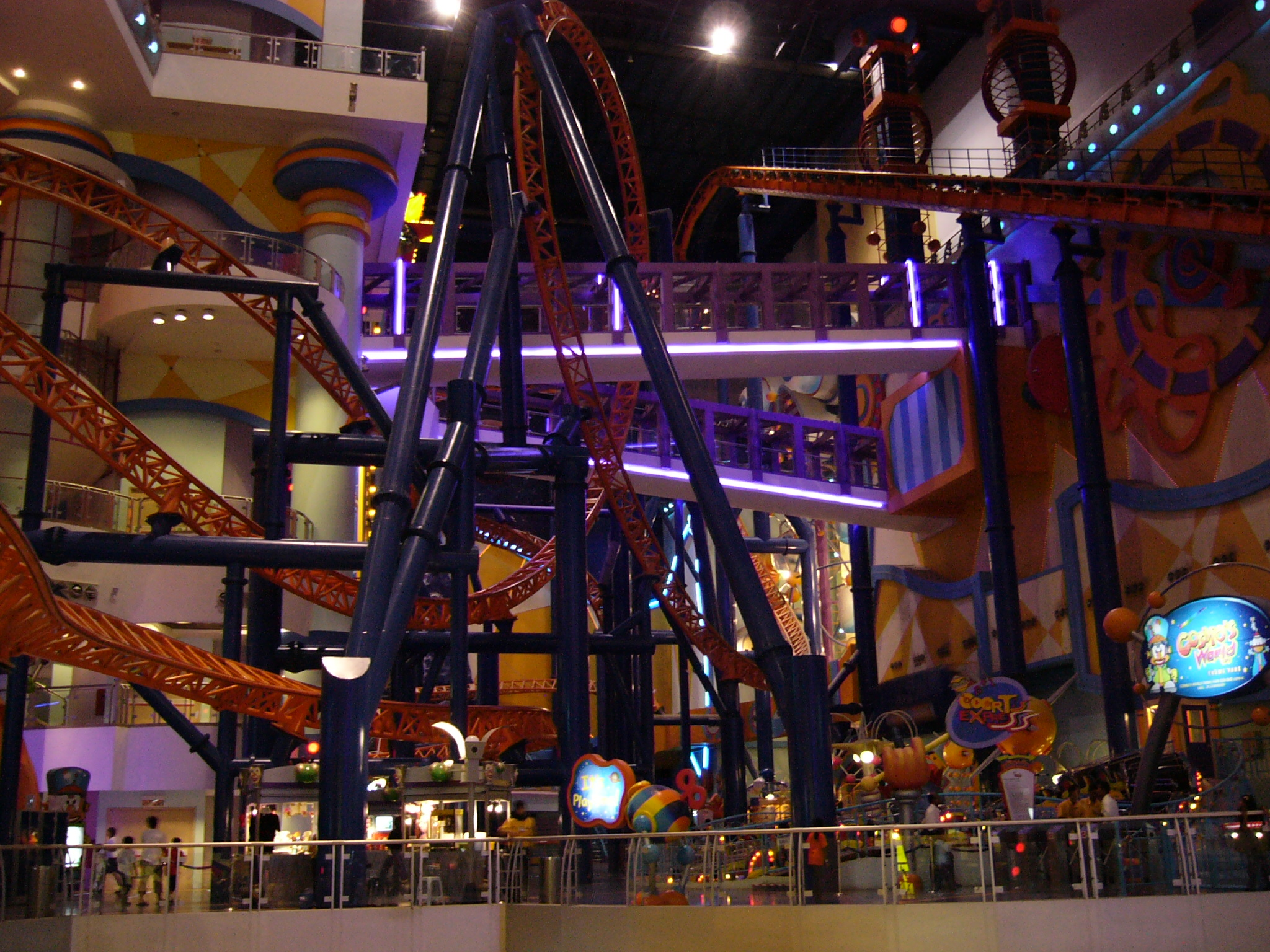
Cosmo's World室內遊樂場內，照片中橘色的軌道是亞洲最長雲霄飛車的軌道

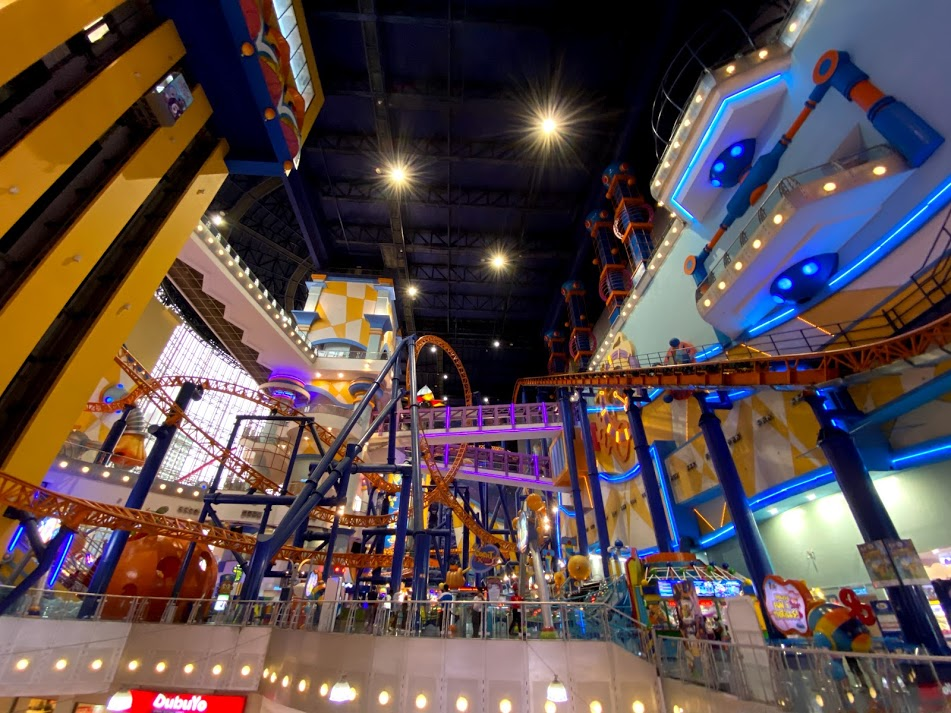
Cosmo's World室內遊樂場

是亞洲最大的室內遊樂場，內有亞洲最長的雲霄飛車軌道、旋轉木馬、跳樓機等。遊樂院內分為兩個部份即為Fantasy Island及Galaxy Station,後者需要年齡超過13歲及身高達到一定的標準方可進入。

### Tiny Taipei
購物中心3樓電影院前的區域被規劃為“Tiny Taipei（小台北）”，並仿造台北夜市的景色，以販賣服飾及日式和台式的食物為主。

## 啦啦文化
馬來西亞華裔族群習慣將穿著奇裝異服，自以為很新潮年輕男女稱為啦啦仔和啦啦妹，他們說穿著的服裝則稱為“啦啦裝”(用粵語發音)。原先啦啦族群多聚集在金河廣場，隨著成功時代廣場的店家越來越多，且售賣的商品多以潮流物品為主并价格便宜，亦有許多針對青少年的娛樂場所，金河廣場也逐漸沒落，因此啦啦族群也開始大量流入成功時代廣場內。

## 交通
吉隆坡单轨列车（KL Monorail）的燕美站位於商場旁，有行人天橋可連接對面的成功廣場（Berjaya Plaza），在商場的另一側也蓋有冷氣天橋，讓行人跨越車流如織的燕美路（Jalan Imbi）至對面的燕美廣場（Imbi Plaza）、金河廣場（Sungei Wang Plaza）和劉蝶廣場（Low Yat Plaza）等。